# Kenneth Alan Ribet
Kenneth Alan Ribet, detto Ken (Brooklyn, 28 giugno 1948), è un matematico statunitense, attualmente professore di matematica all'Università di Berkeley, in California. I suoi interessi matematici riguardano la teoria algebrica dei numeri e la geometria algebrica.
Gli viene riconosciuto il merito di aver spianato la strada alla dimostrazione di Andrew Wiles dell'ultimo teorema di Fermat.

Ribet ha stabilito la congettura epsilon , e quindi ha dimostrato che l'ultimo teorema di Fermat si può derivare dalla congettura di Taniyama-Shimura. Successivamente si è trovato che l'intera congettura non è necessaria alla derivazione, ma che basta un suo caso speciale, quello riguardante le curve ellittiche semistabili.

All'ultimo teorema di Fermat si collega anche un teorema sulle proprietà di divisibilità dei numeri di Bernoulli che Ribet aveva dimostrato in precedenza e che è noto come teorema di Herbrand-Ribet.
Quando era allievo della Far Rockaway High School, Ribet, anche se la sua materia di studio principale era la chimica, faceva parte di una squadra per le competizioni di matematica.

Ha poi conseguito un BA e un MA all'Università Brown nel 1969 e il Ph.D. all'Università di Harvard nel 1973.  Nel 1998 gli è stato assegnato un dottorato onorario dall'Università Brown.